# Magnus Liljegren
Magnus Liljegren, född 23 december 1968 i Åhus, är en svensk officer i Flygvapnet.

## Biografi
Liljegren har under sin militära karriär bland annat tjänstgjort som provflygare vid Försvarets materielverk (FMV), samt på Högkvarteret vid sektionen för försvarsmaktsplanering. I december 2011 tillträdde han som ställföreträdande chef för Blekinge flygflottilj. Den 20 december 2013 tillträdde han som tillförordnad flottiljchef för Blekinge flygflottilj (F 17). Den 27 augusti 2014 överlämnade han befälet till överste Lars Bergström.
Efter tjänstgöringen på F 17 placerades Liljegren vid Högkvarteret, där han fick ett förordnade som chef  PROD Flyg vid
produktionsledningen, ett förordnade som gäller från den 19 oktober 2015, och längst till den 31 mars 2020.
Liljegren är ledamot i Kungliga Krigsvetenskapsakademiens avdelning III.